# تونیشیا

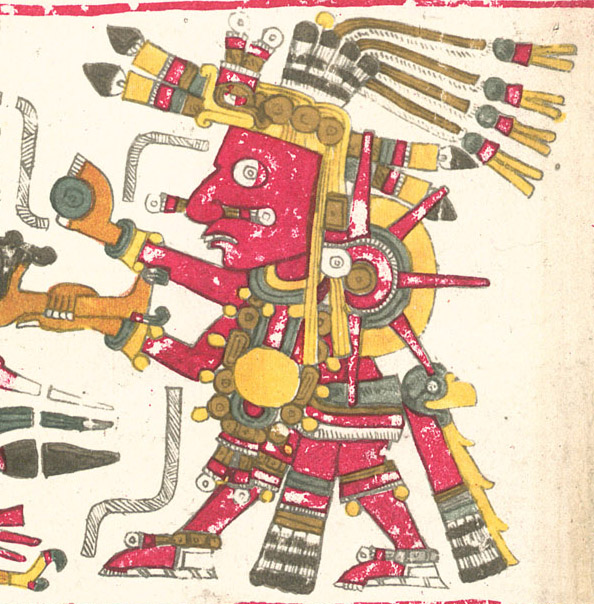
نگاره‌ای از ایزد تونیشیا

توناتیو در فرهنگ پیشاکلمبی به عنوان ایزد خورشید آزتک‌ها و حکمران جهت اصلی شرق محسوب می‌گردید. بر پایه اساطیر آزتک تونیشیا با عنوان خورشید پنجم (عصر پنجم) شناخته می‌شد که در تقویم‌ها نام چهار حرکت به وی اعطا گردیده بود. تونیشیا با عنوان ایزدی تندخو و ستیزه‌جو شناخته می‌گردید و نخستین مرتبه در هنر اوایل دوران پیشاکلمبی تحت عنوان تولتک معرفی شده‌است. این ایزد ارتباط نزدیکی با سمبل عقاب داشت که به اعتقاد آزتک‌ها سفرش را در آسمان به صورت روزانه به سرانجام می‌رساند، جایی که او در غرب غروب می‌کرد و از شرق طلوع می‌نمود. آزتک‌ها چنین می‌پنداشتند که سفر روزانهٔ تونیشیا تنها با قربانی‌کردن روزانهٔ انسان‌ها پایدار خواهد بود. نام او در زبان ناهواتل به معنی آن‌کس که روزها را می‌آفریند بود. تصور اولیه بر این بود که تونیشیا همان ایزدی است که در مرکز سنگ تقویم آزتک قرار گرفته‌است هر چند این فرضیه دیگر به قوت خود باقی نیست. در فرهنگ تولتک، تونیشیا در بیشتر اوقات به هنگام تجلی کوئتزالکواتل، در معیت وی و به عنوان وجهی از ستارهٔ صبح زهره ظاهر می‌شود.
محققان پیشگام دوران پیشاکلمبی تا مدت‌های مدید چنین می‌پنداشتند که ایزد واقع در مرکز سنگ تقویم آزتک همان تونیشیا است. تحقیقات جداگانه‌ای نیز وجود دارند مبنی بر اینکه چهرهٔ واقع در مرکز این قطعه تلال‌تکوتلی همان هیولای زمین است. سیمای تلال‌تکوتلی در اغلب هنرهای بصری آزتک‌ها نمایانگر ایزدی با دهان باز و زبانی به شکل چاقوی بران است.